# Поезд динозавров
Поезд динозавров (англ. Dinosaur Train) — американо-сингапурско-британо-канадский компьютерный анимационный сериал, созданный Крейгом Бартлеттом. Сериал состоит из пяти сезонов.

## Сюжет
Сюжет разворачивается в причудливом доисторическом мире джунглей, болот, действующих вулканов и океанов, все кишит динозаврами и другой животной жизнью, и соединено линиями поезда, известного как Поезд динозавров. Этот поезд может перевозить динозавров всех видов: зауроподов, тероподов и даже морских животных. Сам поезд контролируется троодонами, как самыми умными динозаврами в этой вымышленной вселенной. Поезд динозавров ездит по всему миру — он пересекает даже океаны и внутренние моря, с остановками для посещения подводных доисторических животных. Он может путешествовать по всей Мезозойской эре, «эпохе динозавров», проходя через магические Временные тоннели к триасовому, юрскому и меловому периодам.
Мир «Поезда динозавров» видно глазами Бадди Тираннозавра. В главной песни мультсериала, мы узнаём, что Бадди был принят мистером и миссис Птеранодонами. Он вылупился в то же время, как его брат и сёстры птеранодоны Тайни, Шайни и Дон. Путешествуя на Поезде динозавров вокруг мезозоя и наслаждаясь всеми фактами о динозаврах от Кондуктора троодона, Бадди узнает, что он является тираннозавром. Как усыновлённый в смешанной семье, Бадди интересуется различиями между видами и клянётся, что узнает обо всех динозаврах, которые может, ездя на Поезде динозавров. Виды динозавров, появившиеся в мультсериале, существуют на самом деле.

## Производство и трансляция
«Поезд Динозавров» был снят Sparky Animation Studios в Сингапуре, с отливкой Vidaspark и закадровым голосом, записанным на Kozmic Sound в Ванкувере, Британская Колумбия, Канада. Премьера состоялась в День труда в 2009 году и транслируется ежедневно на PBS Kids и в разных странах по всему миру. На PBS Kids было показано 40 получасовых эпизодов. Каждый эпизод сопровождается сегментом живого действия с участием консультанта и всемирно известного палеонтолога доктора Скотта Сэмпсона, который появляется на экране, чтобы рассказать о динозаврах более подробно.

На переднем плане слева направо — Бадди и Дон, на заднем — Шайни и Тайни.

## Персонажи
- Бадди (англ. Buddy) — тираннозавр, протагонист сериала. Усыновлен семьей птеранодонов еще до того, как вылупился из яйца. Поскольку он не может летать, в случае необходимости кто-то из старших членов семьи его переносит. Любит задавать вопросы и формулировать гипотезы — идеи, требующие доказательств. Озвучивает Филлип Корлетт (1 и 2 сезоны), Шон Томас (3 сезон) и Дейтон Уолл (4 сезон).
- Тайни (англ. Tiny) — птеранодон, сестра Бадди, Шайни и Дона. Любит рыбу и считалочки. Очень смелая и открытая, обычно представляет незнакомым животным всех остальных членов семьи. Озвучивает Клер Корлетт.
- Шайни (англ. Shiny) — сестра Бадди, Тайни и Дона. Любит коллекционировать ракушки. Отличается от остальных членов семьи голубым цветом кожи (подобный же цвет мы видим у её бабушки). Озвучивает Эрика-Шее Гейр.
- Дон (англ. Don) — брат Бадди, Тайни и Шайни. Любит танцевать, рыть норы, коллекционировать и наблюдать за насекомыми. Внешне похож на своего деда. Озвучивает Александр Мэтью Марр (1 и 2 сезоны) и Лора Марр (3 сезон).
- Миссис Птеранодон (англ. Mrs. Pteranodon) — мама Бадди, Тайни, Шайни и Дона. Является наставником и считает себя экскурсоводом. Озвучивает Эллен Кеннеди.
- Мистер Птеранодон (англ. Mr. Pteranodon) — отец Бадди, Тайни, Шайни и Дона. Считает себя тренером, так как умеет свистеть, как свисток тренера. Он любит брать Шайни и Дона на рыбалку, в то время как Тайни и Бадди с матерью ездят на Поезде динозавров. Озвучивает Колин Мёрдок.
- Мистер Кондуктор (англ. Mr. Conductor) — троодон, работающий на Поезде динозавров. Является особым другом для Бадди. Когда поезд приближается к временному тоннелю, он кричит: «Временной тоннель! Приближаемся к временному тоннелю!». Озвучивает Ян Джеймс Корлетт (отец Клер Корлетт).

## Сегменты
- Считалочка Тайни — Тайни поет либо о том, о чём узнала в серии, либо о своем любимом блюде (рыба).
- У Бадди есть гипотеза — Дети учатся у Бадди и Тайни, что означает слово «гипотеза».
- Д-р Скотт палеонтолог — Он появляется в мультсериале, чтобы рассказать детям о динозаврах, которые появились в каждом эпизоде, и как динозавры сопоставляются с современными животными (включая человека). Доктор Скотт Сэмпсон — действительно палеонтолог. Он получил докторскую степень в области зоологии в Университете Торонто в 1993 году и в настоящее время работает в качестве адъюнкт-профессора в университете штата Юта.

В последующих сериях сегменты  не появлялись на экране.